# Dynamitarde
Dynamitarde ist ein nicht mehr gebräuchlicher Begriff für einen Attentäter, der terroristische Anschläge mittels des von Alfred Nobel erfundenen Sprengstoffs Dynamit verübt.

## Entstehungsgeschichte
Ende des 19. Jahrhunderts wurde Europa von einer Vielzahl terroristischer Anschläge erschüttert, die Personen des öffentlichen Lebens galten. Verübt wurden diese von militanten Anarchisten, deren Ziel es war, die Arbeiterklasse zu einem Aufstand gegen die bestehenden staatlichen Strukturen und gültige Rechtsordnung zu bewegen. Auslöser für die Anschlagswelle war die blutige Niederschlagung der Pariser Commune durch die französische Regierung im Jahr 1871. Das prominenteste Opfer eines Dynamitarden war Zar Alexander II, der 1881 während einer Kutschfahrt durch St. Petersburg durch ein Attentat starb. Ein Anschlag auf Kaiser Wilhelm I., durchgeführt durch den Anarchisten August Reinsdorf 1883, misslang einzig wegen des feuchten Wetters. Aufgrund der Häufung derartiger Attentate – alleine im Jahr 1892 fanden über tausend Anschläge statt, verteilt über ganz Europa, in ihrer Mehrzahl in Frankreich – begründet sich der von der Öffentlichkeit für die Attentäter geprägte Begriff der Dynamitarden.
Um dieser Problematik zu begegnen, beschlossen viele Staaten in Europa den freien, einfachen Zugang zu Sprengstoffen, darunter auch Dynamit, zu reglementieren. In Deutschland wurde beispielsweise 1884 das Gesetz gegen den verbrecherischen und gemeingefährlichen Gebrauch von Sprengstoffen, vereinfacht Dynamit-Gesetz, erlassen.

## Verwendung in der Literatur
Innerhalb der Literatur fand die Bezeichnung Dynamitard bzw. Dynamitarde in unterschiedlichen Formen Verwendung. So wurde Friedrich Nietzsche als „literarischer Dynamitard“ bezeichnet. Theodor Fontane verwendete in seinem Werk Frau Jenny Treibel die Begriffe „Petroleur und Dynamitarde“. Berta von Suttner schrieb in ihrer Veröffentlichung Das Maschinenzeitalter über „Nihilisten“, die – „sei es als Schriftsteller, als Volkstribunen oder als Dynamitarden – die Welt verbessern wollten“.